# Patrulaterul humerotricipital

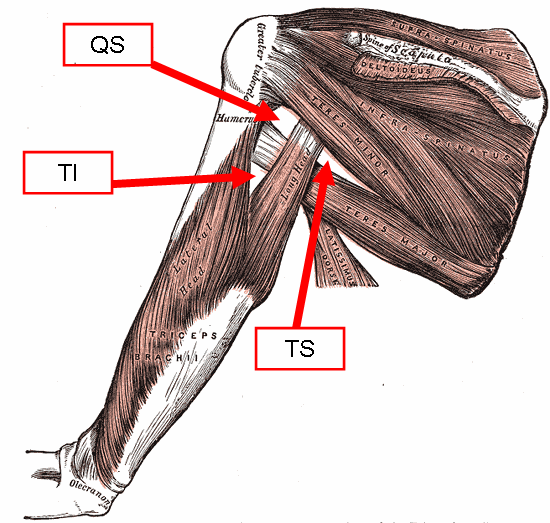
Mușchiul rotund mare și raporturile sale:
QS - Patrulaterul humerotricipital
TS - Triunghiul omotricipital
TI - Spațiul rondohumerotricipital

Patrulaterul humerotricipital sau patrulaterul humerobirondotricipital Velpeau (Spatium axillare laterale) este un spațiu aflat lateral în triunghiul birondohumerotricipital al axilei și este delimitat în jos de mușchiul rotund mare (Musculus teres major), sus de mușchiul rotund mic (Musculus teres minor), înăuntru de capul lung al tricepsului (Caput longum musculi tricipitis brachii), iar în afară de osul humerus. Prin acest patrulater trec dinainte-înapoi artera circumflexă humerală posterioară (Arteria circumflexa humeri posterior) și nervul axilar (Nervus axillaris).